# Steven Hartley

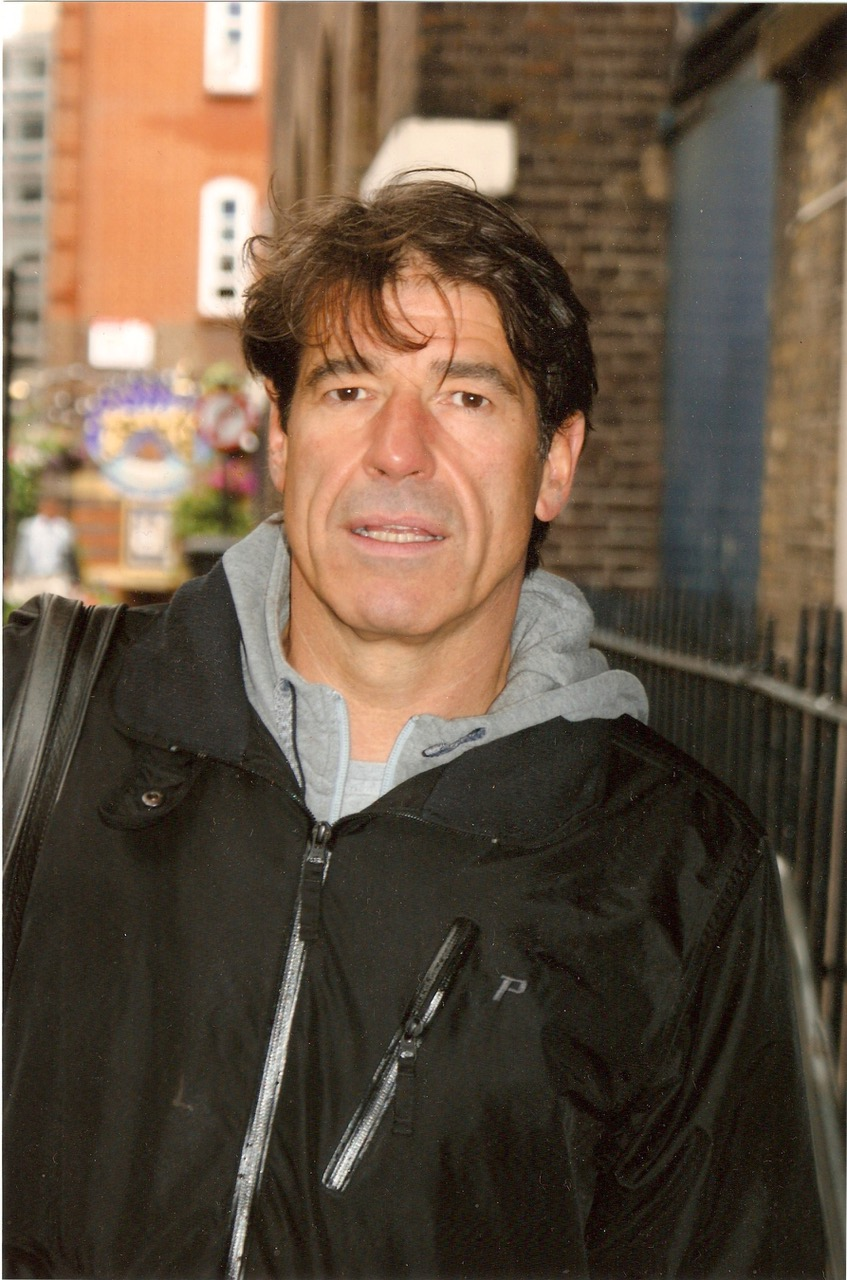
Steven Hartley (2009)

Steven Hartley (* 12. August 1960 in Shipley, City of Bradford, West Riding of Yorkshire, England) ist ein britischer Theater- und Filmschauspieler sowie Synchronsprecher. Nationale Bekanntheit erlangte er vor allem durch seine Rollen in den britischen Fernsehserien EastEnders, The Bill und Doctors.

## Leben
Hartley wurde am 12. August 1960 in Shipley geboren. Sein Vater Michael Hartley war zu dieser Zeit im „Sherwood Foresters“-Regiment der britischen Armee in Singapur und Malaysia stationiert und absolvierte seinen Nationaldienst. Seine Mutter Marlene stammt gebürtig aus Edmonton im Norden Londons. Nach der Ableistung seines Wehrdienstes zog die Familie nach London Borough of Croydon, wo Michael Hartley eine Stelle als Inspektor der RSPCA antrat. Gemeinsam mit seinem jüngeren Bruder Peter besuchte er die Ridgeway-Schule in Sanderstead. Um 1970 kam seine Schwester Michele auf die Welt, was die Familie veranlasste, nach Sanderstead umzuziehen. Während seiner Zeit an der Imberhorne School fing er erstmals an, sich für das Schauspiel zu konzentrieren. Zwei Jahre später wurde sein Vater befördert und die Familie zog in die Grafschaft Yorkshire, wo er bis 1981 lebte. Er und seine jüngeren Geschwister besuchten die Danesmead-Sekundarschule in York. 1976 wechselte er an die Archbishop Holgates Grammar School, um sein Abitur zu machen. In den späten 1970er Jahren bis in die frühen 1980er Jahren boxte er im Amateurbereich für den York City Amateur Boxing Club in der Grafschaft Yorkshire, insbesondere in und um York.
Von 1981 bis 1984 studierte er an der London Academy of Music and Dramatic Art Schauspiel. Um sich das Studium finanzieren zu können, war er bei einer lokalen Umzugsfirma tätig. In den 1990er Jahren arbeitete er eine Zeitlang auf einer Baustelle, um sich einen Nebenverdienst zu sichern. Von 1991 bis 1997 war er mit der Schauspielerin Sophie Uliano verheiratet. Seit Mai 2010 ist er mit der Schauspielerin Abby Francis verheiratet. Die beiden sind Eltern einer Tochter. Er ist erfolgreicher Marathon- und Halbmarathonläufer.

## Karriere
Hartley debütierte 1987 in einer Nebenrolle im Spielfilm Out of Order. 1986 wurde er als Nachfolger von Roger Moore als James Bond gehandelt, wurde aber als zu jung für die Rolle abgelehnt. Von 1988 bis 1989 stellte er die Rolle des Matthew in 57 Episoden der Fernsehserie EastEnders dar. Es folgten Episodenrollen in Fernsehserien Zorro – Der schwarze Rächer, Eine schrecklich nette Familie, Die Abenteuer des jungen Indiana Jones oder Holby City und übernahm Charakterrollen auch in ausländischen Produktionen. Von 2000 bis 2002 stellte er den Supt. Tom Chandler in 115 Episoden der Fernsehserie The Bill dar. Zuvor wirkte er in jeweils zwei Episoden der Fernsehserie in verschiedener Rollen mit. Von 2004 bis 2005 war er in der Rolle des Dr. Jack Ford in 52 Episoden der Fernsehserie Doctors zu sehen. Er übernahm Filmrollen 2007 in The Walker oder 2013 in Robocroc. Zwischen 2019 und 2021 stellt er Russell Hardwick in der Fernsehserie Brassic dar. Von 2020 bis 2022 mimte er die Rolle des Anton Reichmann in zehn Episoden der Fernsehserie Cockney and Scouse. Seit 2023 wirkt er in der Podcast-Serie The Archers in der Rolle des Erik Hakansson mit.
Er ist außerdem als Synchronsprecher tätig. Dabei übernimmt er überwiegend Sprechrollen in Videospielen.

## Filmografie (Auswahl)
- 1987: Out of Order
- 1988: Il giovane Toscanini
- 1988–1989: EastEnders (Fernsehserie, 57 Episoden)
- 1991: Zorro – Der schwarze Rächer (Zorro, Fernsehserie, Episode 2x19)
- 1991: Tschernobyl – Die letzte Warnung (Chernobyl: The Final Warning, Fernsehfilm)
- 1992: Press Gang (Fernsehserie, Episode 4x05)
- 1992: Split Second
- 1992: Eine schrecklich nette Familie (Married… with Children, Fernsehserie, 3 Episoden)
- 1992: Christopher Columbus – Der Entdecker (Christopher Columbus: The Discovery)
- 1993: Die Abenteuer des jungen Indiana Jones (The Young Indiana Jones Chronicles, Fernsehserie, Episode 2x22)
- 1994: The Bill (Fernsehserie, Episode 10x28)
- 1995: The Governor (Fernsehserie)
- 1995: Rumble (Fernsehserie, 6 Episoden)
- 1996: Bad Boys (Fernsehserie, Episode 1x01)
- 1996: Pie in the Sky (Fernsehserie, Episode 4x06)
- 1996: Sharman (Fernsehserie, Episode 1x02)
- 1998: The Bill (Fernsehserie, Episode 14x60)
- 1999: A Dog of Flanders
- 2000: Der Preis des Verbrechens (Trial & Retribution, Fernsehfilm)
- 2000–2002: The Bill (Fernsehserie, 115 Episoden)
- 2003: Holby City (Fernsehserie, 2 Episoden)
- 2003: Where the Heart Is (Fernsehserie, Episode 7x06)
- 2004–2005: Doctors (Fernsehserie, 52 Episoden)
- 2006: Strictly Confidential (Fernsehserie, Episode 1x05)
- 2007: The Walker
- 2007–2015: Casualty (Fernsehserie, 4 Episoden, verschiedene Rollen)
- 2008: Agatha Christie’s Marple (Fernsehserie, Episode 4x02)
- 2009–2010: The Cut (Fernsehserie, 2 Episoden)
- 2010: Deserter (Kurzfilm)
- 2011: Merlin – Die neuen Abenteuer (Merlin, Fernsehserie, Episode 4x05)
- 2012: Vera – Ein ganz spezieller Fall (Vera, Fernsehserie, Episode 2x01)
- 2012: Die Borgias (The Borgias, Fernsehserie, Episode 2x10)
- 2013: Jet Stream (Fernsehfilm)
- 2013: Robocroc (Fernsehfilm)
- 2013: Ripper Street (Fernsehserie, Episode 2x01)
- 2014: Happy Valley – In einer kleinen Stadt (Happy Valley, Fernsehserie, Episode 1x02)
- 2014: Allies
- 2015: Silent Witness (Fernsehserie, 2 Episoden)
- 2015: Ruby Strangelove Young Witch
- 2017: Son of Perdition (Kurzfilm)
- 2017: (A Very) Ham Fisted Stake Out (Kurzfilm)
- 2019–2021: Brassic (Fernsehserie, 2 Episoden)
- 2020: O Black Hole! (Kurzfilm)
- 2020–2022: Cockney and Scouse (Fernsehserie, 10 Episoden)
- 2021: Shadow and Bone – Legenden der Grisha (Shadow and Bone, Fernsehserie, Episode 1x07)
- 2021–2022: Der Doktor und das liebe Vieh (All Creatures Great and Small, Fernsehserie, 2 Episoden)
- 2022: Grace (Fernsehserie, Episode 2x02)
- seit 2023: The Archers (Podcast-Serie)

## Synchronisation (Auswahl)
- 2004: World of Warcraft (Videospiel)
- 2008: Nobody’s Business (Kurzfilm, Sprechrolle)
- 2013: Ryse: Son of Rome (Videospiel)
- 2015: The Witcher 3: Wild Hunt (Videospiel)
- 2015: Final Fantasy XIV: Heavensward (Videospiel)
- 2015: Sword Coast Legends (Videospiel)
- 2015: Dark Souls III (Videospiel)
- 2016: Battlefield 1 (Videospiel)
- 2017: Warhammer 40.000: Dawn of War III (Videospiel)
- 2017: Hellblade: Senua’s Sacrifice (Videospiel)
- 2018: Sea of Thieves (Videospiel)
- 2018: Ni no Kuni II: Revenant Kingdom (Videospiel)
- 2018: World of Warcraft: Battle for Azeroth (Videospiel)
- 2019: Blood & Truth (Videospiel)
- 2019: GreedFall (Videospiel)
- 2021: Elliott, der Junge von der Erde (Elliott from Earth, Zeichentrickserie, 5 Episoden)
- 2021: The Wheel of Time: Origins (Fernsehserie, Episode 1x03, Erzähler)
- 2022: Lego Star Wars: Die Skywalker Saga (Lego Star Wars: The Skywalker Saga, Computerspiel)

## Theater (Auswahl)
- 1984: Hay Fever, Regie: Michael Winter, Mercury Colchester
- 1984: Trafford Tanzi, Regie: Jeremy Howe, Mercury Colchester
- 1984: Funny Peculiar, Regie: Michael Winter, Mercury Colchester
- 1985: Piaf, Regie: Richard Digby Day, Mercury Colchester
- 1985: Sexual Perversity In Chicago, Regie: Michael Winter, Mercury Colchester
- 1986: Babes in Arms, Regie: Roger Redfarn, No1 Tour
- 1987: Annie, Regie: Michael Winter, Mercury Colchester
- 1987: Tom Jones, Regie: Michael Winter, Mercury Colchester
- 1988: Rebbecca, Regie: Richard Digby Day, No1 Tour
- 1988: The Normal Heart, Regie: Richard Digby Day, Mercury Colchester
- 1990: Millfire, Regie: Brian Stirner, Bush Theatre/Riverside Studio
- 1992: An Evening With Gary Lineker, Regie: Audrey Cooke, Vaudeville Theatre, London, UK Tour
- 1993: Smoke, Regie: Braham Murray, Royal Exchange Manchester
- 1996: Oliver!, Regie: Sam Mendes, London Palladium USA Tour
- 2004: Insignificance, Regie: Rupert Goold, Northampton/Brighton Festival
- 2008: Dirty Dancing: The Musical, James Powell, Aldwych Theatre London
- 2009: Oliver!, Regie: Rupert Goold, Theatre Royal Drury Lane
- 2014: Fit and Proper People, Steve Marmion, RSC / Soho Theatre
- The Ballplayer opposite Gina Bellman, Regie: Rupert Goold